# يوروكوبتر إيه إس 532
يوروكوبتر إيه إس 532 هو نسخة مطورة وطويله من طراز عائلة يوروكوبتر كوغار .
الـ AS532 مزودة باثنين من محركات شركة توبوميكا Makila العنفي 1A1 و«زجاج قمرة القيادة الجديدة لإكترونيات الطيران». ويمكن ان تحمل ما يصل إلى 25 من القوات الجاهزة، ويمكن أن تكون مجهزة بجراب محمولة على المدافع، وقاذفات صواريخ وإلى الجانب يوجد مدفع إطلاق النار. هذه الطائرة قادرة على نقل الجنود يؤدون عمليات البحث والإنقاذ والإخلاء الطبي والنقل الجوي، ودعم اطفاء الحرائق.

## المشغلين

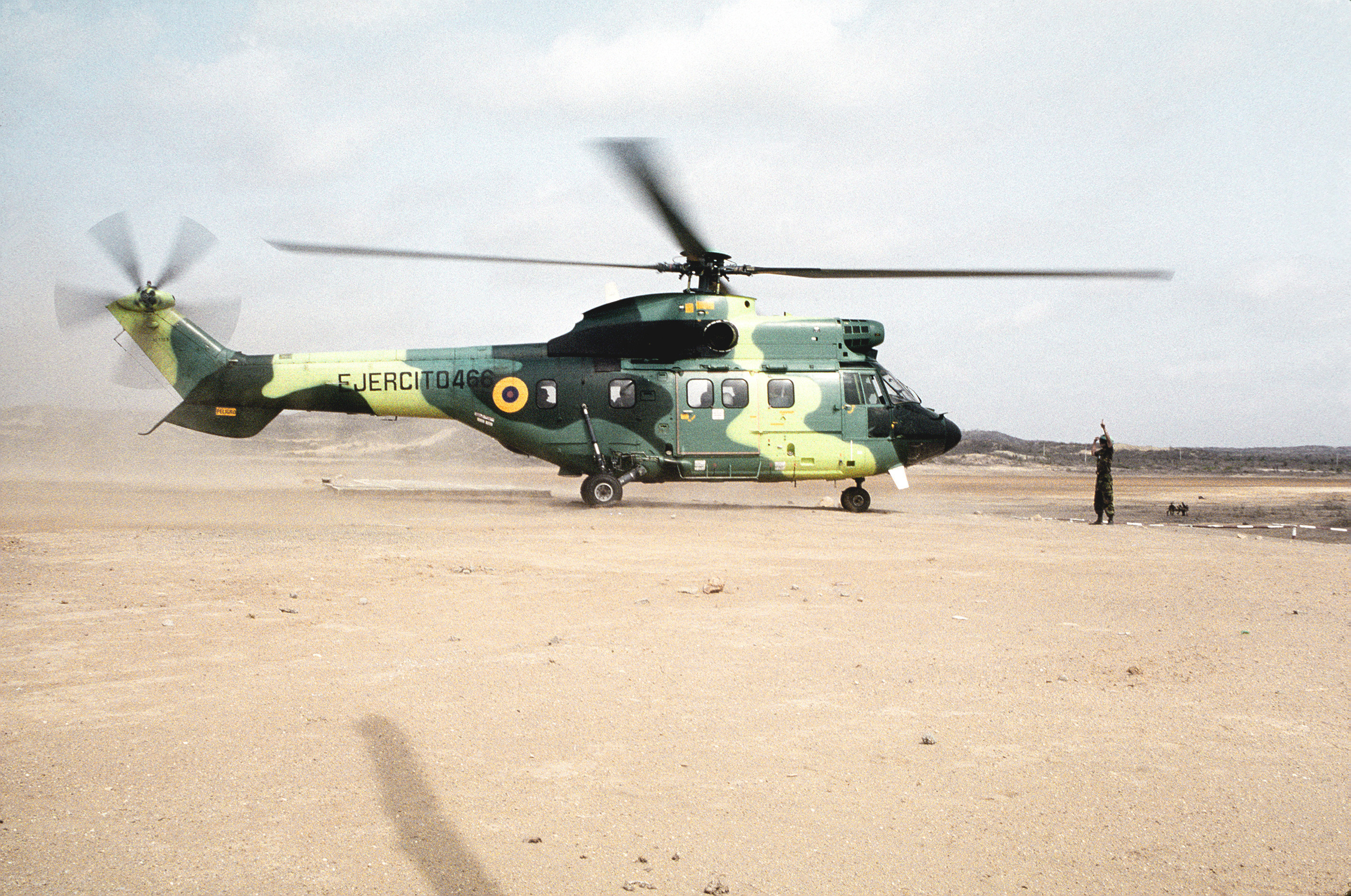
An Ecuadorian AS532 Cougar

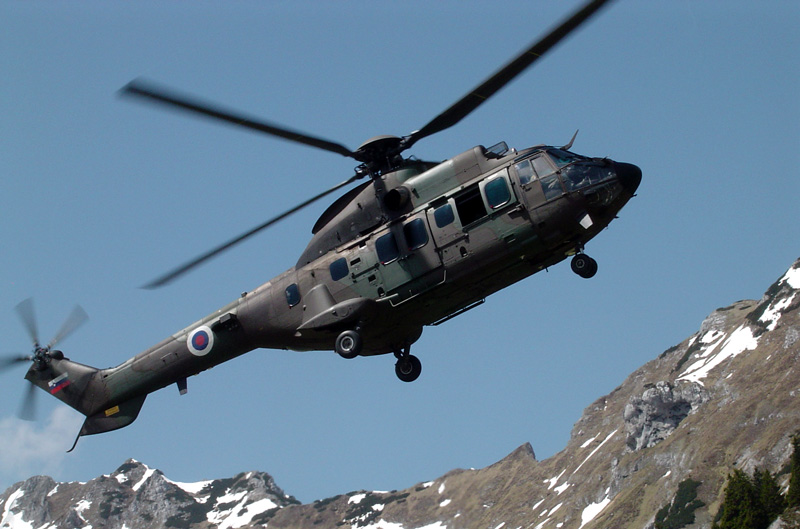
Eurocopter Cougar of the Slovenian Army.

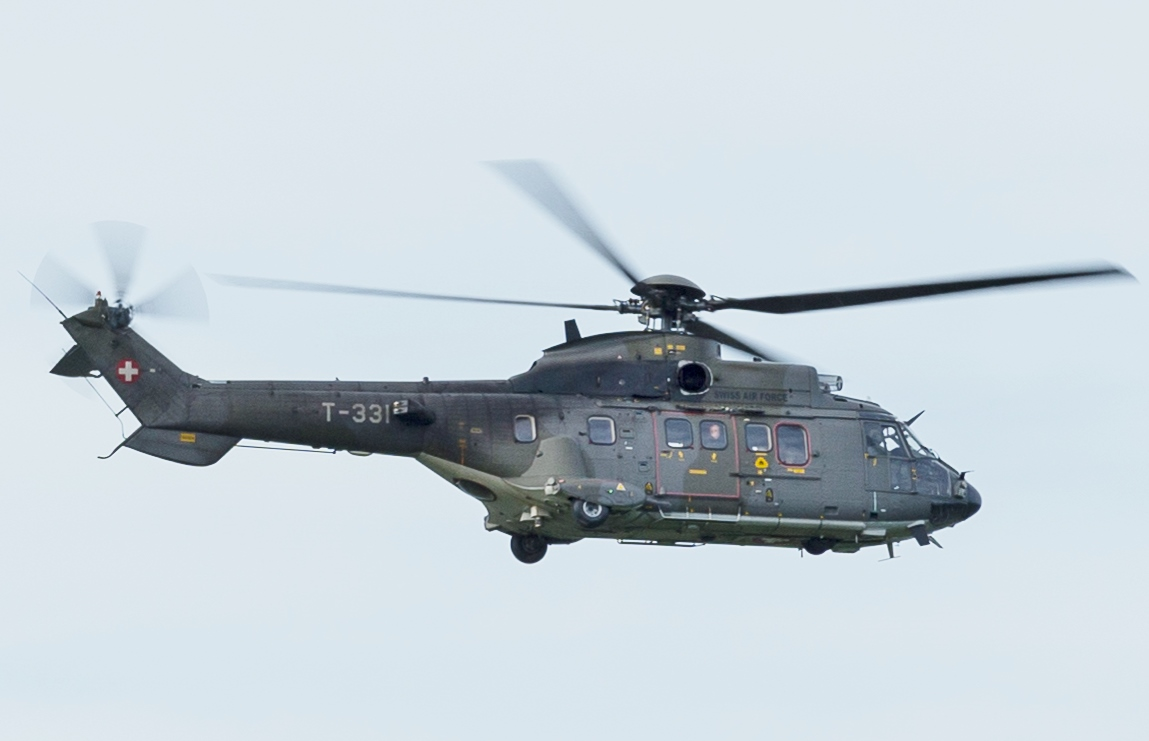
Eurocopter AS532UL Cougar Mk1 from the القوات الجوية السويسرية

ألبانيا
- القوات الجوية الألبانية[1]

 البرازيل
- القوات البرية البرازيلية[1]
- القوات البحرية البرازيلية[1]

 بلغاريا
- القوات الجوية البلغارية[1]

 تشيلي
- Chilean Army (4 on order)[1]
- البحرية التشيلية[1]

 فرنسا
- القوات الجوية الفرنسية[1]
- القوات البرية الفرنسية[1]

 ألمانيا
- سلاح الجو الألماني (لوفتڤافه)[2]

 مالاوي
- Military of Malawi[1]

 هولندا
- سلاح الجو الملكي الهولندي[1]

 السعودية
- القوات الجوية الملكية السعودية[1]

 سلوفينيا
- Slovenian Air Force[1]

 إسبانيا
- القوات الجوية الإسبانية[1]
- الجيش الملكي الإسباني[1]

 سويسرا
- القوات الجوية السويسرية[1][3]

 تركيا
- القوات الجوية التركية[1]
- القوات البرية التركية[1]

 فنزويلا
- سلاح الجو الفنزويلي[1]

 زيمبابوي
- Air Force of Zimbabwe[4]

## مواصفات (AS532 UB)
البيانات من Brassey's World Aircraft & Systems Directory
الخصائص العامة
- الطاقم: 2
- السعة: 20 troops
- الطول: 15.53 m (50 ft 11½ in)
- قطر الدوار: 15.6 m (51 ft 2 in)
- الارتفاع: 4.92 m (16 ft 2 in)
- مساحة القرص : 206 m² (2,217 ft²)
- الوزن فارغة: 4,350 kg (9,590 lb)
- الحمولة المسموح بها: 4,650 kg (10,250 lb)
- وزن الإقلاع الأقصى: 9,000 kg (19,840 lb)
- محرك الطائرة: 2 × Turbomeca Makila 1A1 محرك عمود دوران توربيني, 1,185 kW (1,589 shp)  الواحد

الأداء
- لا تتجاوز سرعة: 278 km/h (150 knots, 173 mph)
- السرعة القصوى: 249 km/h (134 knots, 154 mph)
- سرعة العبور: 239 km/h (129 knots, 148 mph)
- مدى (طائرة): 573 km (310 nm, 357 mi)
- سقف الخدمة: 3,450 m (11,319 ft)
- معدل الصعود: 7.2 m/s (1,417 ft/min)

### وصلات خارجية
- Airbus Helicopters AS532 ALe page
- AS 532 U2/A2 Cougar Helicopter, Search and Rescue Variant Details